# Ейндговен
Ейндговен (нід. Eindhoven, МФА: [ˈɛintˌɦoːvə(n)] ( прослухати)) — місто на півдні Нідерландів, найбільший населений пункт провінції Північний Брабант. Лежить у гирлі річок Доммел та Гендер. Гендер перекрили дамбою в післявоєнні роки, а Доммел усе ще протікає містом. Місто сильно постраждало від бомбардувань у часи Другої світової війни, які знищили майже всі старовинні будівлі. Але Ейндговен швидко відбудували, і тепер у місті чимало висотних споруд.
Місто відоме як центр високих та інформаційних технологій. Тут розташований Технічний університет Ейндговена. Саме тут є багато підприємств, які працюють у цих галузях. Найвідоміше з них — Філіпс (нід. Philips). 

## Спорт
В місті базується славнозвісний футбольний клуб ПСВ. Домашні матчі проводить на стадіоні «Філіпс», що здатний вмістити 35 000 глядачів.
2008 року в Ейдговені проходив Чемпіонат Європи з водних видів спорту.

## Уродженці
- Генк Блумерс (1945—2015) — нідерландський футболіст, захисник.
- Сьорд Сьордсма (1981) — нідерландський дипломат та політик.

## Міста-побратими
- Мінськ, Білорусь
- Нанкін, КНР
- Білосток, Польща
- Чинандега, Нікарагуа
- Гедареф, Судан
- Байо, Франція